# Falcon: The Renegade Lord
Falcon: The Renegade Lord è un videogioco sparatutto fantascientifico pubblicato nel 1987 per Commodore 64 e ZX Spectrum dalla Virgin Games. È tratto dal librogame The Renegade Lord, di Mark Smith e Jamie Thomson (ISBN 0722179103), primo della serie Falcon edita dalla britannica Sphere Books.

## Trama
Il protagonista è un agente dell'anno 3033, nome in codice Falcon, membro di una forza speciale che protegge la storia dagli effetti dei viaggi nel tempo. Il suo compito è fermare un altro agente rinnegato che sta cercando di alterare tragicamente la storia. A sua disposizione ha la Falcon's Wing, una macchina del tempo con l'aspetto di una sfera tripode, dotata di un sistema in grado di rilevare informazioni sulle varie zone temporali. Falcon dovrà viaggiare tra le zone temporali, che vanno dalla preistoria al futuro, e recuperare pericolosi artefatti estranei che il rinnegato ha spostato tra un'epoca e l'altra.
Il gioco su Commodore 64 inizia a bordo della Falcon's Wing, mentre su Spectrum per raggiungerla bisogna affrontare un primo livello nel proprio quartier generale, invaso dalle forze del rinnegato.

## Modalità di gioco
Sulla Falcon's Wing si accede al computer di bordo, mostrato come un terminale video con menù di testo; si può consultare una banca dati con informazioni generali e sulle varie zone, inclusa l'attuale presenza di artefatti, e selezionare la zona temporale in cui trasferirsi.
Appena si esce dalla Falcon's Wing, questa si automimetizza e scompare (bisognerà poi ricordarsi il punto dove si trova per rientrare), mentre Falcon può esplorare la zona muovendosi in tutte le direzioni con un jet pack. Gli scenari sono bidimensionali, con visuale laterale, formati da più schermate collegate in orizzontale o verticale, a volte con piattaforme. L'obiettivo è trovare l'artefatto, raccoglierlo e ritornare alla Falcon's Wing, quindi andare a depositarlo nella zona corretta. Ci sono 7 possibili zone temporali (8 su Spectrum contando il quartier generale), e per ottenere la vittoria la missione di recupero va completata tre volte entro un limite di tempo, giudicato molto ristretto in diverse recensioni.
In ogni zona temporale si incontrano vari tipi di nemici dell'epoca che si possono eliminare sparando orizzontalmente con un laser. Può comparire brevemente anche il rinnegato in persona, ma non può essere ucciso. Il contatto con i nemici o i loro proiettili riduce l'energia di Falcon, e quando questa è al minimo si viene riportati alla Falcon's Wing per recuperarla, ma al costo di una penalità di tempo. Il gioco termina se si esaurisce completamente l'energia oppure il tempo.
Due tipi di power-up temporanei possono apparire, con l'effetto di rendere invincibile Falcon o di immobilizzare tutti i nemici.